# Raoul Marquessac
Raoul Marie François, comte de Marquessac (Nantes, 6 février 1828-Cieurac, 24 février 1900), est un officier de marine et homme politique français.

## Biographie
Il entre à l'École navale en novembre 1843 et en sort aspirant de 2e classe en août 1845. Aspirant de 1re classe (septembre 1847), il sert sur le brick Génie puis sur le vaisseau Jemmapes (en) et est nommé enseigne de vaisseau en septembre 1849. Il embarque alors de nouveau sur le Génie puis passe sur l'Inflexible dans l'escadre envoyée en Baltique durant la guerre de Crimée (1854-1856).
Lieutenant de vaisseau (février 1855), il sert en 1857 sur l'aviso à roues Requin puis commande la canonnière Alerte pendant les opérations de la campagne d'Italie (1859). Passé sur la frégate cuirassée Gloire (1860-1861), il prend part à la mise au point du bâtiment et commande de 1861 à 1864 l'aviso à roues Ajaccio en Méditerranée.
Capitaine de frégate (mai 1865), il sert successivement sur les vaisseaux Ville de Paris et Solférino en escadre de Méditerranée puis sur le vaisseau-école Louis-XIV (1864-1869). Pendant la guerre de 1870, il commande le transport Aveyron et le croiseur Hirondelle puis le transport Tarn (1872-1873) et est promu capitaine de vaisseau en décembre 1874.
Conseiller général du Lot (1871-188), élu vice-président du conseil général du département (1874), il commande en 1875-1876 la frégate cuirassée Gauloise puis le cuirassé Suffren en escadre de Méditerranée et devient en 1877 commandant de l’École des torpilles et du Messager.
En 1879, il commande la division des équipages de la flotte de Cherbourg, entre au conseil de perfectionnement de l’École du génie maritime et, aux commandes du cuirassé Reine Blanche, prend part dans l'escadre de l'amiral Henri Garnault aux opérations sur les côtes tunisiennes (1880-1882).
Contre-amiral (mai 1882), commandant sur la Vénus et la Victorieuse de la division navale du Levant (mai 1885-juin 1887), il est promu vice-amiral en juillet 1889 et préfet maritime de Lorient. Il prend sa retraite en février 1893.
Marquessac fait partie des fondateurs de la Société scientifique, historique et archéologique de la Corrèze (1878).

## Récompenses et distinctions
- Chevalier (15 septembre 1858), Officier (10 août 1868), Commandeur (25 août 1881) puis Grand-Officier de la Légion d'honneur (11 juillet 1892).